# Czerniczynek
Czerniczynek – część wsi Masłomęcz w Polsce położona w województwie lubelskim, w powiecie hrubieszowskim, w gminie Hrubieszów.